# I-Systems

## Histórico
Em 8 de julho de 2011, a TIM comprou a AES Atimus por 1,6 bilhões de reais, empresa resultado da fusão das infraestruturas de fibras ópticas da AES Eletropaulo Telecom e da AES Com Rio em 21 cidades de São Paulo e do Rio de Janeiro.
Com isso, a operadora pretendia adicionar 1 milhão de clientes pelo TIM Fibra, a partir de uma rede de  5.500 km de fibra óptica. O negócio também tinha o objetivo de interligar as antenas da TIM com a fibra óptica, criando uma moderna rede de celular e alavancando o serviços de dados.
Em outubro de 2011, a AES Atimus passou a se chamar TIM Fiber.
Em julho de 2012, foi lançado o Live TIM, serviço de banda larga residencial da TIM.
Em outubro de 2012, a TIM Fiber RJ e a TIM Fiber SP foram absorvidas pela TIM Celular.
Em dezembro de 2020, a TIM criou a FiberCo, segregando ativos de infraestrutura de fibra óptica residencial para operar como uma rede neutra.
Em dezembro de 2021, a TIM anunciou a conclusão da venda de 51% da FiberCo (a operação de redes neutras da operadora) para a IHS Brasil por R$ 1,096 bilhão. Com a venda, a empresa passou a ser chamada I-Systems e a TIM continuou como locatária âncora da rede.
Em outubro de 2023, a Sky contratou a rede neutra da I-Systems em 27 cidades para atuação no mercado de banda larga.